# Utupua
Utupua è un'isola delle Salomone, nell'arcipelago delle Isole Santa Cruz.
L'isola, di origini vulcaniche, è circondata da una barriera corallina. Il Monte Royal (378 m) è il punto più alto dell'isola.
Sull'isola ci sono alcuni insediamenti umani. È documentata la presenza dell'uomo fin dal 900 a.C. I primi insediamenti risalgono alla civiltà Lapita.
Intorno al 1450 l'isola fu parzialmente colonizzata dai polinesiani.
I villaggi principali sono Avita, Malombo, Tanimbili, Apakho e Nembao.
Sull'isola sono parlate alcune lingue oceaniche del gruppo delle Utupua-Vanikoro.